# Читра вина
Читра вина (chitra veena, chitraveena, chitra vina) или готтувадхям (gottuvadhyam) е 20- или 21-струнен инструмент, използван в музиката на южна Индия (щатите Андра Прадеш, Телангана, Карнатака, Керала и Тамил Наду). Под името готувадхям става популярен в края на 19-и и началото на 20 век, но историята му може да бъде проследена до около 200 г. пр.н.е., когато се споменава като 7-струнен инструмент без прагчета.

## Конструкция
Инструментът има 6 основни струни, на които се изпълнява водещата мелодия, 3 струни с акомпаниращ ефект, и 11 или 12 струни, успоредни на основните и разположени под тях. Обикновено читравината се настройва на сол диез.

## Техника на свирене
На инструмента се свири, като с перце в първите два пръста на дясната ръка се извлича мелодията от водещите струни, докато с лявата ръка, спомощта на цилиндричен предмет изработен от твърдо дърво, често абанос, или биволски рог, стъкло, стомана или тефлон, струните се приплъзват (т.нар. техника слайд) с цел вариране на тона.